# Batiatycze
Batiatycze (ukr. Батятичі) – wieś na Ukrainie. Należy do rejonu lwowskiego (do 2020 roku do rejonu kamioneckiego) w obwodzie lwowskim i liczy 1949 mieszkańców.
Pierwotnie Batiatycze należały do dóbr koronnych. W 1658 r. król Jan Kazimierz nadał wieś Georgisowi (Jerzemu) Paparze, kupcowi lwowskiemu pochodzenia greckiego. W latach 1662–66 Batiatycze były w posiadaniu wojewody lubelskiego Władysława Reja, sprzedane a potem odkupione przez Paparę. Po nim wieś odziedziczyli jego synowie. Do II wojny św. w posiadaniu spowinowaconej z Paparami rodziny Łączyńskich.
W II Rzeczypospolitej do 1934 roku wieś stanowiła samodzielną gminę jednostkową w powiecie kamioneckim w woj. tarnopolskim. W związku z reformą scaleniową została 1 sierpnia 1934 roku włączona do nowo utworzonej wiejskiej gminy zbiorowej Kamionka Strumiłowa w tymże powiecie i województwie. 
24 maja 1944 nacjonaliści ukraińscy z OUN-UPA zamordowali tutaj 15 Polaków.
Po wojnie wieś weszła w struktury administracyjne Związku Radzieckiego.
W pobliżu wsi, formalnie w Kamionce Bużańskiej jest przystanek kolejowy Batiatycze.

## Urodzeni w Batiatyczach
Iwan Kuroweć -  ukraiński działacz społeczny, lekarz